# Собутка (Опатовський повіт)
Собутка (пол. Sobótka) — село в Польщі, у гміні Ожарув Опатовського повіту Свентокшиського воєводства.
Населення — 546 осіб (2011).
У 1975-1998 роках село належало до Тарнобжезького воєводства.

## Демографія
Демографічна структура на день 31 березня 2011 року:
|          | Загалом | Допрацездатний вік | Працездатний вік | Постпрацездатний вік |
| -------- | ------- | ------------------ | ---------------- | -------------------- |
| Чоловіки | 270     | 56                 | 181              | 33                   |
| Жінки    | 276     | 57                 | 149              | 70                   |
| Разом    | 546     | 113                | 330              | 103                  |